# 豊野五十戸
豊野 五十戸（とよの の いそべ）は、奈良時代の皇族・貴族。当初猪名部王を称し、臣籍降下後の氏姓は豊野真人。知太政官事・鈴鹿王の子。官位は従五位上・出雲介。

## 経歴
天平宝字元年（757年）兄弟の出雲王・篠原王・尾張王・奄智王と共に豊野真人姓を与えられて臣籍降下する。この時同時に五十戸に改名したか。
天平神護2年（766年）三世王の蔭位により无位から従五位下に直叙される。神護景雲4年（770年）称徳天皇が崩御した際に、父・鈴鹿王の旧宅を陵墓にすることになり、鈴鹿王の子息が叙位を受け、五十戸は従五位上に昇叙された。
光仁朝の宝亀7年（776年）出雲介に任ぜられている。

## 官歴
『続日本紀』による。
- 時期不詳：正六位上
- 天平宝字元年（757年） 閏8月18日：臣籍降下（豊野真人）
- 天平神護2年（766年） 12月12日：従五位下
- 神護景雲4年（770年） 8月9日：従五位上
- 宝亀7年（776年） 3月6日：出雲介